# Kolonia Ostrowska
Kolonia Ostrowska – wieś w Polsce położona w województwie wielkopolskim, w powiecie pleszewskim, w gminie Gizałki.
Wieś powstała jako osada olęderska (Holendry Ostrowskie) przed 1825 na osuszonych terenach po istniejących tu wcześniej bagnach.
W latach 1975–1998 miejscowość administracyjnie należała do województwa kaliskiego.